# جان پی‌یرو روربری
جان پی‌یرو رِوِربری (ایتالیایی: Gian Piero Reverberi؛ زادهٔ ۲۹ ژوئیهٔ ۱۹۳۹) نوازنده پیانو، آهنگساز، تنظیم‌کننده و رهبر ارکستر اهل ایتالیا است. او بنیان‌گذار و رهبر ارکستر روندو ونتسیانو است.
او با برادرش جان فرانکو روربری در زمینهٔ ساخت ترانه «آخرین پایمرد» برای موسیقی متنِ فیلم جانگو هم همکاری داشته‌است و برای هنرمندان و خوانندگان دیگری همچون لوچیو باتیستی، فابریتسیو د آندره، لوئیجی تنکو و جینو پائولی هم در نقش تهیه‌کننده موسیقی ظاهر شده‌است.